# Raku
Raku，原名Perl 6，系perl程式語言家族的成員之一，通用程序设计语言，支持多重编程范式，渐进式类型。Raku主要設計者為拉里·沃尔。作為Perl的後繼者，在2000年開始發展，由于接續在Perl 5之後，称为Perl 6，在2019年10月更名为Raku。Raku语言在语法與Perl 5不同，被视为一种新的程式語言，但提供Perl 5的兼容模式。
Raku拥有丰富的现代程序语言特征，重新定义了正規表達式和增加函數式程式語言的特征，成为可演化的语言。为保证Raku和Perl社区的持续稳定发展，Raku编译器使用Raku来重写。为保证Perl语言原有函式庫的重用，编译器提供同Perl 5语言的兼容模式。
2010年7月，Rakudo的Rakudo Star，作为主要版本的试验品发布。这一发布让人们有一个可实用的编译器，方便编写程序和反映需求（Perl6的规范尚未冻结，以期根据人们的使用体验以及编译器的实现等来增补某些特性）。

## 歷史
在2000年時，拉里·沃尔宣告開始開發Perl 6。最初的目標，是移除Perl因為歷史因素而保留下來的一些功能，旨在“容易的事应当容易处理，难事应当变得容易，不可能的事应当办成”，开始面向所有人编制RFC。总共产生了361份RFC。RFC完成后，交由拉里·沃尔审阅和分类。
Raku开发使用三种开发方式。第一，通过IRC的#raku频道。第二，Perl基金会的电子邮件列表。第三，寄存在Git上的源代码。
2019年10月更名為Raku。

## 代码范例

### Hello World
```
raku
 -
e
 
"say 'Hello, world'"

```

### 输出一百万以内的所有素数
```
raku
 -
e
 
'put (^1_000_000).grep: *.is-prime'

```

### 阶乘
```
# 递归实现 

sub
 
factorial1
(
Int
 
$n
 --> 
Int
) {
    
return
 
$n
 ?? 
$n
 * 
factorial1
(
$n-1
) !! 
1
;
}

# 直接使用运算符

sub
 
factorial2
(
Int
 
$n
 --> 
Int
) {
    
return
 [*] 
1
..
$n
;
}

# 惰性计算

sub
 
factorial3
(
Int
 
$n
 --> 
Int
) {
    
my
 
$fac
 := 
1
, { 
$^a
 * (
1
 + ++$) } ... *;
    
$fac
[
$n-1
];
}

```

### 巨集
```
 
macro
 
hello
(
$what
) {
   
quasi
 { 
say
 
"Hello { {{{$what}}} }"
 };
 }

```

## 和Ruby比較
一般都是認為Ruby vs. Python（可能是因為同樣採取縮排的設計），但是就一些相關的討論和訪談，Ruby vs. Perl 6（Raku）的可能性反而是最大的。 Ruby的創始者松本行弘（Matz）在接受O'Reilly的訪問時，也提到「Ruby借用了很多Perl的東西……，Python遠比Perl要少……」。從Ruby的命名也可以看出Matz遠大的企圖心：「Pearl（珍珠）是六月的誕生石，而Ruby是七月的誕生石，我認為Ruby這個名字作為Perl之後的一門語言的名字真是再恰當不過了。」
Perl之父拉里·沃尔在《Larry Wall On Perl, Religion, and……》 一文中表示：「很多方面上我還是很喜歡Ruby的，這是因為那些部分是從Perl借過去的。：-）」、「我還喜歡Ruby的C<*>一元星號操作符，所以我把它加到Perl 6里面。」
但是拉里·沃爾在文中也說：「Ruby的主要問題在於它的最少驚訝原則可能讓人誤入歧途，就好像隱藏式詞法範圍。問題在於減少誰的驚訝？專家和初學者對不同的事情驚訝。從一個小程序寫成大程序的人和從開始就寫大程序的人可能對不同的事情感到驚訝。」

## 外部連結

### 規格
- Synopses - The evolving summary of each Apocalypse, updated regularly（页面存档备份，存于），這些文件被視為Raku正式的語言架構。
- Exegeses - Further explanation of each Apocalypse with code samples（页面存档备份，存于）
- Apocalypses - The first-pass drafts from Larry Wall（页面存档备份，存于）
- Official Raku Documentation Raku的正式說明文件。

### 實做
- Raku（页面存档备份，存于），Raku語言的主要資訊站台。
- Rakudo（页面存档备份，存于），目前最完整的實作（Activated）
- Perlito（页面存档备份，存于），以 Perl、Raku、Javascript 語言實做的 Perl / Raku Compiler
- Pugs（页面存档备份，存于），以Haskell實做Raku的計畫。（Deactivated）
- Parrot（页面存档备份，存于），Parrot的主站。
- v6.pm（页面存档备份，存于），包裝為 Perl 模組的，

### 其他
- Planet Perl 6
- Perl 6::Perl 5::Differences